# Malay-le-Petit
Malay-le-Petit är en kommun i departementet Yonne i regionen Bourgogne-Franche-Comté i norra Frankrike. Kommunen ligger i kantonen Sens-Sud-Est som tillhör arrondissementet Sens. År 2022 hade Malay-le-Petit 310 invånare.

## Befolkningsutveckling
Antalet invånare i kommunen Malay-le-Petit
| Referens: INSEE |